# Alexandru Papiu (deputat)
Alexandru Papiu (n. 1859, Lopodea Nouă, județul Alba – d. 16 iunie 1930, Cluj) a fost un deputat la Marea Adunare Națională de la Alba Iulia ca delegat de drept al protopopiatului greco-catolic Iernut.

## Biografie
Alexandru Papiu a fost preot greco-catolic la Bistra, județul Alba, iar din anul 1908 preot la Iernut, mai apoi protopop. A fost membru al Depârțămintelor Abrud-Câmpeni și Târnăveni ale „Astrei”. A înființat „Reuniunea Română de cântări și muzică” din Bistra. Ca membru al Partidului Poporului a fost ales senator ( 1920-1922). A trecut la  PNR, apoi la PNȚ. A fost consilier în Consiliul Județean Târnava Mică.

## Educațtie
Alexandru Papiu a absolvit Seminarul Teologic Blaj.

## Activitatea politică
Laurențiu Papiu fost delegat al Protopopiatului greco-catolic Iernut la Marea Adunare Națională de la Alba Iulia. Între anii 1920-1922 a fost ales senator din partea Partidului Poporului.